# Microcebus danfossi
Lêmure-rato-de-danfoss (Microcebus danfossi) é uma espécie de lêmure pertencente à família Cheirogaleidae recentemente descoberto em Madagascar.